# CYP26B1
Citohrom P450 26B1 je protein koji je kod ljudi kodiran istoimenim CYP26B1 genom.
Ovaj gen je odgovoran za kodiranje jednog od članova superfamilije enzima poznatih kao citohrom P450. Proteini citohroma P450 su monooksigenaze koje katalizuju mnoge reakcije uključene u metabolizam lekova i sintezu holesterola, steroida i drugih lipida. Enzim kodiran ovim genom uključen je u specifičnu inaktivaciju sve-trans-retinoične kiseline u hidroksilirane oblike, kao što su 4-oxo, 4-OH- i 18-OH-sve-trans-retinoična kiselina.
U razvijajućem mišjem embrionu, CYP26B1 se eksprimira na distalnom vrhu formirajuće pupoljke ekstremiteta sa obiljem u apikalnom ektodermalnom grebenu. U modelu miša sa isključenim genom, miševi se manifestuju sa teškim malformacijama ekstremiteta i umiru nakon rođenja zbog respiratorne distresije. Međutim, ako se eksprimiranjem CYP26B1 uslovno obriše samo pre E9.5, ekstremiteti nisu toliko drastično skraćeni i više prstiju je vidljivo. Istraživanja sugerišu da je ova razlika pripisiva vremenu diferencijacije hondroblasta.
Pokazano je da je CYP26B1 prekomerno eksprimiran u ćelijama karcinoma debelog creva u poređenju sa normalnim epitelom debelog creva. Eksprimiranje CYP26B1 bilo je takođe nezavisno prognostičko kod pacijenata sa karcinomom debelog creva i snažno eksprimiran bilo je povezano sa lošijim ishodom.
Kod miševa je utvrđeno da enzim koji metabolizuje retinoide, a koji je kodiran CYP26B1 genom, ima ključnu ulogu u razvoju muških gonada i spermatogeneze. Retinoična kiselina (RA) inhibira CYP26B1, što dovodi do zaustavljanja diferencijacije muških germinativnih ćelija. RA je odgovoran za aktivaciju Stra8, koji signalizira germinativnim ćelijama da pređu u meiotičku profazu I. Aktivnost Stra8 inhibira CYP26B1 sve dok muškarac ne dostigne pubertet. Mehanizam kojim se CYP26B1 smanjuje u testisima tek treba da bude otkriven.
U studiji koja je obuhvatila ceo genom, identifikovani su CCHCR1, TCN2, TNKSB, LTA, FASN i CYP26B1 kao lokusi povezani sa rizikom za razvoj karcinoma skvamoznih ćelija jednjaka. Od ovih lokusa, CYP26B1 je pokazao najveći efekat. Utvrđeno je da CYP26B1 lokus ima dva alela sa različitim kapacitetima za metabolizaciju sve-trans retinoične kiseline, hemoterapeutskog agensa. Kada je alel sa većim metaboličkim kapacitetom, rs138478634-GA, bio prekomerno izražen, proliferacija ćelija je značajno povećana u poređenju sa drugim alelom, rs138478634-GG. Istraživanje takođe ukazuje na interakciju životnog stila, gde pojedinci sa rizičnim alelom koji puše ili piju imaju neproporcionalni odnos veći od 2 puta u odnosu na pušače ili one koji piju bez varijante, ili pojedince koji se uzdržavaju.

## Literatura
- Rat E, Billaut-Laden I, Allorge D,  . (2006). „Evidence for a functional genetic polymorphism of the human retinoic acid-metabolizing enzyme CYP26A1, an enzyme that may be involved in spina bifida”. Birth Defects Res. A. 76 (6): 491—8. PMID 16933217. doi:10.1002/bdra.20275.
- Bowles J, Knight D, Smith C,  . (2006). „Retinoid signaling determines germ cell fate in mice”. Science. 312 (5773): 596—600. Bibcode:2006Sci...312..596B. PMID 16574820. S2CID 2514848. doi:10.1126/science.1125691.
- Hillier LW, Graves TA, Fulton RS,  . (2005). „Generation and annotation of the DNA sequences of human chromosomes 2 and 4”. Nature. 434 (7034): 724—31. Bibcode:2005Natur.434..724H. PMID 15815621. doi:10.1038/nature03466 .
- Gerhard DS, Wagner L, Feingold EA,  . (2004). „The Status, Quality, and Expansion of the NIH Full-Length cDNA Project: The Mammalian Gene Collection (MGC)”. Genome Res. 14 (10B): 2121—7. PMC 528928 . PMID 15489334. doi:10.1101/gr.2596504.
- Strausberg RL, Feingold EA, Grouse LH,  . (2003). „Generation and initial analysis of more than 15,000 full-length human and mouse cDNA sequences”. Proc. Natl. Acad. Sci. U.S.A. 99 (26): 16899—903. Bibcode:2002PNAS...9916899M. PMC 139241 . PMID 12477932. doi:10.1073/pnas.242603899 .
- Trofimova-Griffin ME, Juchau MR (2002). „Developmental expression of cytochrome CYP26B1 (P450RAI-2) in human cephalic tissues”. Brain Res. Dev. Brain Res. 136 (2): 175—8. PMID 12101034. doi:10.1016/S0165-3806(02)00305-X.
- Abu-Abed S, MacLean G, Fraulob V,  . (2002). „Differential expression of the retinoic acid-metabolizing enzymes CYP26A1 and CYP26B1 during murine organogenesis”. Mech. Dev. 110 (1–2): 173—7. PMID 11744378. S2CID 9286863. doi:10.1016/S0925-4773(01)00572-X.
- White JA, Ramshaw H, Taimi M,  . (2000). „Identification of the human cytochrome P450, P450RAI-2, which is predominantly expressed in the adult cerebellum and is responsible for all-trans-retinoic acid metabolism”. Proc. Natl. Acad. Sci. U.S.A. 97 (12): 6403—8. Bibcode:2000PNAS...97.6403W. PMC 18615 . PMID 10823918. doi:10.1073/pnas.120161397 .
- Saba R, Wu Q, Saga Y (2014). „CYP26B1 promotes male germ cell differentiation by suppressing STRA8-dependent meiotic and STRA8-independent mitotic pathways”. Dev. Biol. 389 (2): 173—181. PMID 24576537. doi:10.1016/j.ydbio.2014.02.013.
- Bowles J, Knight D, Smith C, Wilhelm D, Richman J, Mamiya S, Yashiro K, Chawengsaksophak K, Wilson MJ, Rossant J, Hamada H, Koopman P (2006). „Retinoid Signaling Determines Germ Cell Fate in Mice”. Science. 312 (5773): 596—600. Bibcode:2006Sci...312..596B. PMID 16574820. S2CID 2514848. doi:10.1126/science.1125691.